# Hermann Habenicht
Hermann Habenicht (1844. − 1917.), njemački zemljopisac, kartograf i graver koji je djelovao koncem 19. odnosno početkom 20. stoljeća.
Školovao se kod A. H. Petermanna, a od 1870-ih surađivao je s poznatim kartografima poput F. Hanemanna i C. Böhmera. Uređivao je VII. (1882.) i VIII. (1891.) izdanje slavnog Stielerovog Handatlasa u kojima se nalazi više zemljovida hrvatskih krajeva.

## Opus
- Russland und Skandinavien (1873.)
- Die Europäische Türkei (1875.)
- Europa (1875.)
- Indien & Inner-Asien in 2 Blättern (1875.)
- Italien (1875.)
- Ober- und Mittel-Italien (1875.)
- Süd-Italien im Maassstabe (1875.)
- Die Vereinigten Staaten von Nord-Amerika in 6 Blättern (1876.)
- Justus Perthes' Taschen-Atlas (1885.)
- Sektion Seengebiet (1887.)
- Stielers Handatlas (koautor VIII. izdanja, 1891.)

## Poveznice
- Povijest kartografije

## Vanjske poveznice
Ostali projekti
|  | Zajednički poslužitelj ima stranicu o temi Stielers Handatlas |